# William Hyde Wollaston
William Hyde Wollaston   (Norfolk, 6 d'agost de 1766 - Londres, 22 de desembre de 1828) va ser un físic i químic britànic que va perfeccionar la pila inventada per l'italià Alessandro Volta.
Va obtenir el doctorat en la medicina de la Universitat de Cambridge. Durant els seus estudis allí, es va interessar en química, cristal·lografia, metal·lúrgia i física. El mineral wollastonita duu el seu nom. En 1800 va deixar la medicina i es va concentrar en aquests interessos en lloc d'entrenar-se en la seva professió.
Wollaston es va fer ric desenvolupant un mètode físic-químic per a processar platí i en el procés de provar el dispositiu, va descobrir el pal·ladi en 1803 i rodi en 1804.
Durant els últims anys de la seva vida va dur a terme experiments elèctrics que prepararien el terreny al disseny del motor elèctric. No obstant això, la controvèrsia va fer erupció quan Michael Faraday, que era indubtablement el primer a construir un motor elèctric, va rebutjar concedir el crèdit a Wollaston del seu treball anterior.
Wollaston també és cèlebre per les seves observacions de línies fosques en l'espectre solar que finalment va conduir al descobriment dels elements en el Sol i el seu treball sobre dispositius òptics.
En 1793 va ser triat en la Royal Society i va servir com el Secretari de la Societat a partir de 1804 i fins a 1816.